# Conus edaphus
Conus edaphus é uma espécie de gastrópode do gênero Conus, pertencente à família Conidae.